# Nina Tichman
Nina Tichman (* 27. April 1949 in New York City, New York) ist eine US-amerikanische Pianistin.

## Leben und musikalische Karriere
Tichman studierte an der Juilliard School in New York, die ihr wegen herausragender Leistungen den Eduard-Steuermann-Preis verlieh, danach bei Alfons Kontarksy, Hans Leygraf und Wilhelm Kempff in Europa. Sie erhielt zahlreiche Preise, u. a. bei den Busoni-, Casagrande-, ARD- und Mendelssohn-Wettbewerben. 
Bekannt ist ihre Einspielung des Gesamtwerkes von Claude Debussy, das sie auch in New York und in Frankfurt/Main zyklisch aufführte, sowie die Gesamtaufnahmen von Beethovens Werken für Klavier und Violoncello mit der Cellistin Maria Kliegel und den Beethoven-Klaviertrios mit dem Xyrion Trio. Darüber hinaus hat sie weitere Aufnahmen mit Werken von Bartók, Copland (Gesamtklavierwerk), Chopin, Corigliano, Fauré, Mendelssohn, Penderecki, Reger eingespielt. 
Seit 1993 ist Tichman Professorin für Klavier an der Musikhochschule Köln und gibt Meisterkurse in den USA (Princeton, Amherst, IKIF), in Europa (Europäische Akademie Palazzo Ricci, Mozarteum Salzburg, Seelscheider Musiktage), Japan (Aichi-Universität der Künste) und China.